# Moritz Busch

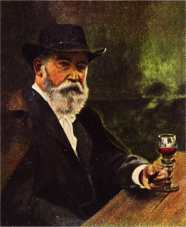
Moritz Busch.

Julius Hermann Moritz Busch, född 13 februari 1821 i Dresden, Kungariket Sachsen, 
död 16 november 1899 i Leipzig, Sachsen, Kejsardömet Tyskland , var en tysk politiker och författare.
Busch blev 1847 filosofie doktor i Leipzig. Han hade radikala åsikter och till följd av reaktionen mot 1848 års händelser utvandrade han 1851 till USA, men återvände efter ett år och hade då övergivit sin republikanism. På uppdrag av ett tysk-patriotiskt sällskap företog han en studieresa, vilken resulterade i Schleswig-holsteinische Briefe (två band, 1854). För bolaget Österrikiska Lloyds räkning besökte han tre gånger Orienten, 1856–1859, och utarbetade resebeskrivningar samt resehandböcker över Egypten, Grekland och Turkiet.
Åren 1859–1864 redigerade han den nationalliberala och alltmer Bismarcksvänliga veckotidskriften  "Grenzboten" i Leipzig. Efter att han under en tid i Kiel i skrift försvarat hertig Fredriks av Augustenburg anspråk på Schleswig-Holstein, men snart brutit med hertigen, redigerade han 1865–1866 ånyo "Grenzboten". Han försvarade energiskt Bismarcks politik och var under ett år, sedan Preussen 1866 annekterat Hannover, ett slags underkommissarie för tidningspressen i den nya provinsen.
År 1870 anställdes Busch vid preussiska utrikesministeriets pressbyrå, för att i personlig förbindelse med förbundskanslern sprida dennes åsikter i pressen, och även i fransk-tyska kriget ledsagade han Bismarck. Åren 1873 blev Busch redaktör för "Hannoverscher Courier", men återvände 1878 till Berlin och tolkade ånyo i "Grenzboten" rikskanslerns nyare politiska och nationalekonomiska tankar, ända tills Bismarck 1890 entledigades. År 1891 bosatte han sig i Leipzig.
Förutom resebeskrivningar och journalistiska artiklar utgav Busch kulturhistoriska kompilationer (bland annat Die gute alte Zeit, två band, 1878) samt översatte bland annat amerikanska humorister, men hans egentliga framgång som skriftställare är fäst vid det med entusiasm skrivna, till flera språk översatta arbetet Graf Bismarck und seine Leute während des Krieges mit Frankreich (två band, 1878, sjunde upplagan 1889; "Grefve Bismarck och hans män under kriget med Frankrike", 1879). Detta arbete är egentligen ett utdrag av den dagbok, som Busch förde under kriget, och har sitt stora värde genom skildringens intimitet; under tryckningen granskades det noga av Bismarck själv.
En mer omfattande utgåva av Buschs dagbok föreligger i Tagebuchblätter von Moritz Busch (tre band, 1899): där meddelas utom de i "Graf Bismarck und seine Leute" excerperade partierna, som nu fullständigt publicerats, även dagboksanteckningar fram till år 1893 samt jämväl några notiser före 1870; vad han där berättar om sitt pressarbete efter Bismarcks instruktioner kastar ofta ett intressant ljus över rikskanslerns regeringssystem. Busch bidrog till utformningen av den populära Bismarcksbilden med sina böcker, men bidrog även till forskningen med värdefullt material.

## Övriga skrifter (i urval)
- Neue Tagebuchblätter (1879)
- Unser Reichskanzler (två band, 1884)
- Bismarck und sein Werk (1898)
- Bismarck, Some Secret Pages of his History (tre band 1898, tysk upplaga "Tagebuchblätter" 1899)